# Eclissi solare del 5 dicembre 2029
L'eclissi solare del 5 dicembre 2029 è un evento astronomico che avrà luogo il suddetto giorno attorno alle ore 15:03:58 UTC.